# Bou Ismaïl
Bou Ismaïl es un municipio (baladiyah) de la provincia o valiato de Tipasa en Argelia. En abril de 2008 tenía una población censada de 41 684 habitantes.

## Geografía
Se encuentra ubicado en el centro-norte del país, junto a la costa del mar Mediterráneo y a la capital del país, Argel.

## Historia
Hacia mediados del siglo XIX, el lugar se conocía por el nombre de «Castiglione». Aparece descrito en el primer tomo del Novísimo diccionario geográfico, histórico, pintoresco universal (1863) con las siguientes palabras:

CASTIGLIONE, lugar de Argelia, provincia de Argel; es una de las colonias agrícolas, creadas en 1851, á 8 kil. O. de la pequeña ciudad de Koleah. Está situado en una altura de 50 metros y 30 centimos sobre el nivel del mar, y es su posicion magnífica. Su suelo es fértil, particularmente en tabaco y otras plantaciones, por lo que está destinado á un gran porvenir.